# Jari Schuurman
Jari Schuurman (Gorinchem, 22 februari 1997) is een Nederlands voetballer die doorgaans als middenvelder, voor Willem II speelt.

## Carrière

### Feyenoord
Schuurman speelde in de jeugd van GJS tot hij in 2004 werd opgenomen in de jeugdopleiding van Feyenoord. Hiervoor debuteerde hij op 8 mei 2016 in het eerste elftal, tijdens de laatste speelronde van het seizoen 2015/16 in de Eredivisie, thuis tegen N.E.C. (1-0 winst). Hij kwam na 87 minuten binnen de lijnen als vervanger van Tonny Vilhena.

### Willem II
Feyenoord verhuurde Schuurman in juni 2016 voor één jaar aan Willem II, dat zich in het voorafgaande seizoen via de play-offs 2016 had weten te handhaven in de Eredivisie. Voor deze club maakte hij op 25 november 2016 zijn eerste doelpunt in het betaald voetbal, de 0–1 in een competitiewedstrijd uit bij Go Ahead Eagles. Dat was ook direct de winnende treffer. Schuurmans tweede doelpunt volgde op 16 april 2017 in een competitiewedstrijd thuis tegen datzelfde Go Ahead Eagles. Ditmaal maakte hij de 2–0, wat die dag ook de eindstand was. "De speeltijd die Schuurman gekregen heeft bij Willem II is ons tegengevallen", aldus technisch directeur Martin van Geel van Feyenoord aan het einde van het seizoen 2016/17. Uiteindelijk speelde de Feyenoorder elf wedstrijden en scoorde hij drie keer voor Willem II.

### N.E.C.
In augustus 2017 verhuurde Feyenoord Schuurman opnieuw, ditmaal aan het net naar de Jupiler League gedegradeerde N.E.C. Schuurman maakte op 25 augustus 2017 zijn debuut voor N.E.C. in de met 1-1 gelijkgespeelde competitiewedstrijd tegen Go Ahead Eagles. Hij verving na 79 minuten Sven Braken. Op 15 september scoorde hij het 1-1 gelijkspel tegen FC Emmen zijn eerste goal voor N.E.C.

### FC Dordrecht
Na een halfjaar bij Jong Feyenoord te hebben gespeeld werd hij voor een halfjaar verhuurd aan FC Dordrecht, waarna hij definitief de overstap maakte. Op 1 februari 2019 maakte Schuurman zijn debuut voor de club, tegen Jong Ajax (3-3). Hij bekroonde zijn debuut meteen met een treffer, op aangeven van Thijs Timmermans, en een assist op Jeremy Cijntje. Hij zou een vaste waarde blijken voor Dordrecht, en nam in het seizoen 2024/25 de rol van aanvoerder op zich.

## Clubstatistieken
| Seizoen         | Club            | Competitie      | Competitie | Competitie | Competitie | Beker | Beker | Beker | Overig | Overig | Overig | Totaal | Totaal | Totaal |
| Seizoen         | Club            | Competitie      | Wed.       | Dlp.       | Ass.       | Wed.  | Dlp.  | Ass.  | Wed.   | Dlp.   | Ass.   | Wed.   | Dlp.   | Ass.   |
| --------------- | --------------- | --------------- | ---------- | ---------- | ---------- | ----- | ----- | ----- | ------ | ------ | ------ | ------ | ------ | ------ |
| 2015/16         | Feyenoord       | Eredivisie      | 1          | 0          | 0          | 0     | 0     | 0     | –      | –      | –      | 1      | 0      | 0      |
| 2016/17         | → Willem II     | Eredivisie      | 11         | 3          | 0          | 0     | 0     | 0     | –      | –      | –      | 11     | 3      | 0      |
| 2017/18         | → N.E.C.        | Eerste divisie  | 18         | 2          | 1          | 1     | 0     | 0     | –      | –      | –      | 19     | 2      | 1      |
| 2018/19         | Feyenoord       | Eredivisie      | 0          | 0          | 0          | 0     | 0     | 0     | –      | –      | –      | 0      | 0      | 0      |
| 2018/19         | → FC Dordrecht  | Eerste divisie  | 16         | 4          | 4          | 0     | 0     | 4     | –      | –      | –      | 16     | 4      | 4      |
| 2019/20         | FC Dordrecht    | Eerste divisie  | 25         | 5          | 4          | 2     | 0     | 1     | –      | –      | –      | 27     | 5      | 5      |
| 2020/21         | FC Dordrecht    | Eerste divisie  | 29         | 2          | 2          | 0     | 0     | 0     | –      | –      | –      | 29     | 2      | 2      |
| 2021/22         | FC Dordrecht    | Eerste divisie  | 24         | 1          | 2          | 0     | 0     | 0     | –      | –      | –      | 24     | 1      | 2      |
| 2022/23         | FC Dordrecht    | Eerste divisie  | 34         | 0          | 8          | 1     | 0     | 0     | –      | –      | –      | 35     | 0      | 8      |
| 2023/24         | FC Dordrecht    | Eerste divisie  | 23         | 1          | 9          | 2     | 0     | 0     | 2      | 0      | 0      | 27     | 1      | 9      |
| 2024/25         | FC Dordrecht    | Eerste divisie  | 29         | 11         | 9          | 1     | 1     | 0     | 4      | 0      | 2      | 34     | 12     | 11     |
| 2025/26         | Willem II       | Eerste divisie  | 0          | 0          | 0          | 0     | 0     | 0     | 0      | 0      | 0      | 0      | 0      | 0      |
| Carrière totaal | Carrière totaal | Carrière totaal | 210        | 29         | 39         | 7     | 1     | 5     | 6      | 0      | 2      | 223    | 30     | 46     |

Bijgewerkt op 21 juni 2025.

## Erelijst
| Competitie           | Aantal    | Jaren      |
| Feyenoord            | Feyenoord | Feyenoord  |
| -------------------- | --------- | ---------- |
| Johan Cruijff Schaal | 2x        | 2017, 2018 |
| KNVB Beker           | 1x        | 2016       |

| Competitie                         | Winnaar       | Winnaar       | Tweede        | Tweede        | Derde         | Derde         |
| Competitie                         | Aantal        | Jaren         | Aantal        | Jaren         | Aantal        | Jaren         |
| Nederland –17                      | Nederland –17 | Nederland –17 | Nederland –17 | Nederland –17 | Nederland –17 | Nederland –17 |
| ---------------------------------- | ------------- | ------------- | ------------- | ------------- | ------------- | ------------- |
| Europees kampioenschap voetbal –17 | -             | -             | 1x            | 2014          | -             | -             |